# 康埃卢苏阿克机场
康埃卢苏阿克机场（格陵蘭語發音：[kaˌŋɜˈɬːusːuɑq]），又按丹麦语稱南斯特倫菲尤爾機場，位於凯卡塔自治市的康埃卢苏阿克（丹麥语名“南斯特倫菲尤爾” (Søndre Strømfjord)）。這是格陵蘭僅有的三個能處理民航飛機的民用機場之一，相較格陵蘭其他機場而言有較穩定的天氣，以及遠離海岸，因此不容易被霧、風影響。該機場是格陵蘭航空的國際樞紐點。
機場內有康埃卢苏阿克机场酒店，擁有70間客房。

## 航空公司及目的地
- 格陵蘭航空

## 圖像

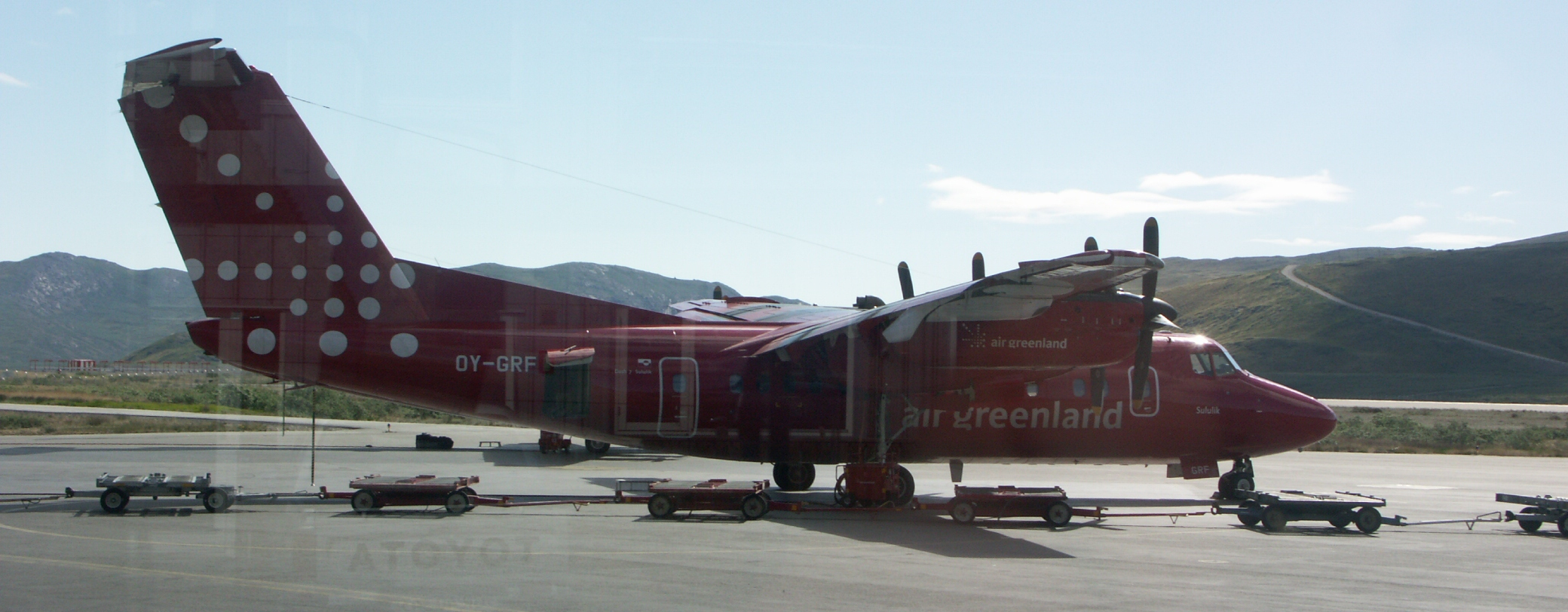
格陵蘭航空Dash-7 102於康埃卢苏阿克機場
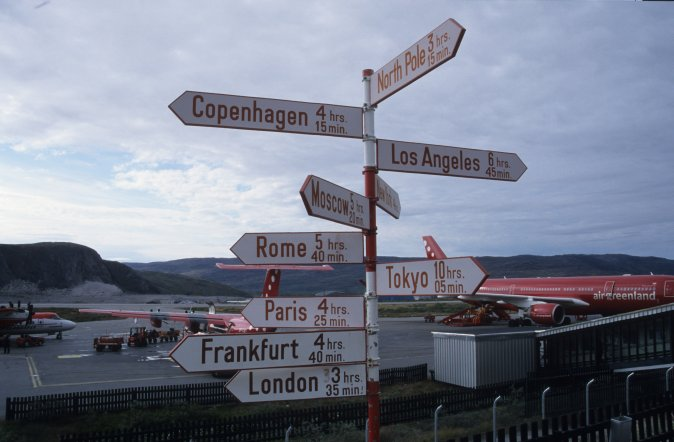
機場之路標

## 備註
- 格陵蘭航空時間表2009 （页面存档备份，存于）
- AIP格陵蘭, BGSF （页面存档备份，存于）

## 外部連結
- 世界航空数据库中的BGSF机场数据，数据截止日期：2006年10月。
- 現時康埃卢苏阿克机场天氣 （页面存档备份，存于）

Template:格陵蘭機場列表